# Прибельская увалисто-волнистая равнина
Прибельская увалисто-волнистая равнина (баш. Ағиҙел буйы убалы тигеҙлеге) занимает центральную часть западного Башкортостана, вытянута с северо-запада на юго-восток, имеет общий уклон поверхности с юго-востока на северо-запад и расширяется в этом же направлении.

## География
Прибельская увалисто-волнистая равнина располагается вдоль бассейна реки Белой (Агидель), начиная от города Стерлитамака. На северо-востоке граничит с Уфимским плато, на юге и юго-западе — с Бугульминско-Белебеевской возвышенностью, на востоке — с горами Южного Урала. На северной части рельеф равнины имеет более выровненную поверхность, по сравнению с южной частью — где преобладает холмистый тип рельефа. Абсолютная высота равнины находится в пределах от 60 до 280 м.
На северо-западе расположено Кармановское водохранилище, на центральной части — озёра Белое, Кашкадан и др.

## Геология
Прибельская увалисто-волнистая равнина сложена из осадочных горных пород. Северная часть состоит из образований пермского периода (гипс, мергел, глина, известняк и др.), а южная часть — из неогенных камней и песков.
На равнине расположены многочисленные газо-нефтяные месторождения (Арланское, Манчаровское, Сергеевское, Четырмановское, Югамышевское и другие месторождения).

## Природа
Большая часть равнины находится в лесостепной природной зоне. На севере преобладают хвойные, темнохвойно-широколиственные, широколиственные леса (липа, дуб, клён, берёза) и луговые степи на различных лесостепных почвах, а на юге распространены типчаково-разнотравные луговые степи на чернозёмных почвах.
Освоенность территории на севере достигает до 40-60 %, а на юге до 75 %.